# Тед Найт
Тед Найт (англ. Ted Knight, справжнє ім'я Тадеуш Владислав Конопка, 7 грудня 1923, Террівілл, Коннектикут, США — 26 серпня 1986, Ґлендейл, Каліфорнія, США) — американський актор. Найбільш відомий за ролями у телевізійних передачах-ситкомах «Шоу Мері Тайлер Мур» («The Mary Tyler Moore Show»), «Занадто зручно» («Too Close for Comfort») та роллю судді Смайлза з комедійної стрічки «Гольф-клуб».

## Біографія
Тед Найт народився 7 грудня 1923 року в Террівіллі, Коннектикут в польсько-американській родині. Під час Другої світової війни записався до армії, покинувши школу. Після війни вивчав акторське мистецтво у Гартфорд (штат Коннектикут). Навчився працювати з ляльками та маріонетками і використовував це вміння в дитячих телешоу.
У 1950—60-х в основному працював актором озвучування і з'являвся в епізодах на телебаченні і в кіно (наприклад, безмовна роль поліцейського, що подає одяг Норману Бейтсу у фіналі «Психо» (1960) Альфреда Хічкока).
Тед Найт ледве зводив кінці з кінцями, коли у 1970 році його запросили в «Шоу Мері Тайлер Мур» на роль чванливого телеведучого Теда Бакстера. Пропрацювавши в цьому ситкомі три роки, Найт втомився від одномірної дурості свого персонажу і погрожував звільненням. Тоді продюсери запросили Джорджію Енгель, яка грала роль подружки Найта. Роль Бакстера прославила актора: з 1972 по 1977 рр. його щорічно висували на премію «Еммі», двічі отримував цю нагороду — у 1973 та 1976 рр., і в ті ж роки номінувався на «Золотий глобус». Коли 1977 року шоу припинило існування, Найт пробував робити власний ситком. Зазнавши ряд невдач, він у 1980 році випустив телешоу-ситком «Занадто зручно» («Too Close for Comfort»), в якому зіграв художника коміксів Ґенрі Раша, батька двох дочок. Над цим серіалом актор працював до 1984 року, згодом були внесені деякі зміни у серіал перед подальшим показом. Також змінилась назва ситкому на «Шоу Теда Найта» («The Ted Knight Show»). Перед своєю смертю Найт встиг записати декілька епізодів програми на відеокасети.

### Захворювання і смерть
Через кілька місяців після закінчення «Шоу Мері Тайлер Мур» в 1977 році, у Теда Найта був діагностований рак, після чого він отримував різні форми лікування протягом декількох років. У 1985 році злоякісна пухлина повернулась як рак товстої кишки, який, не зважаючи на суворе лікування, врешті-решт почав розповсюджуватись і на сечовий міхур і впродовж всього нижнього шлунково-кишкового тракту.
Тед Найт помер 26 серпня 1986 року від ускладнень, викликаних операцією. Похований в Лісовій Галявині Меморіального Парку в Ґлендейлі, штат Каліфорнія.
За внесок в телевізійну індустрію Тед Найт вшанований зіркою на Голлівудській Алеї Слави.

## Вибрана фільмографія
- 1960 — «Людина на мотузці» («Man on a String») (не вказаний у титрах)
- 1960 — «Дванадцять годин на вбивство» («Twelve Hours to Kill»)
- 1960 — «Тринадцять войовничих чоловіків» («13 Fighting Men»)
- 1960 — «Психо» («Psycho») (не вказаний у титрах)
- 1961 — «Swingin' Along»
- 1961 — «Двоє гарцювали разом» («Two Rode Together») (не вказаний у титрах)
- 1962 — «13 West Street»
- 1964 — «Нічний кошмар у Чикаго» («Nightmare in Chicago»)
- 1964 — «Кандидат» («The Candidate»)
- 1965 — «Молодий Діллінґер» («Young Dillinger»)
- 1968 — «Зворотний відлік» («Countdown»)
- 1969 — «Анатомія злочину» («Anatomy of a Crime»)
- 1970 — «Військово-польовий госпіталь» («M*A*S*H») (не вказаний у титрах)
- 1974 — «Бал пожежників» («The Fireman's Ball»)
- 1980 — «Гольф-клуб» («Caddyshack»)

### Телевізійні серіали
- 1961, 1966, 1972 — вестерн «Бонанза» («Золоте дно») («Bonanza») (3 епізоди)
- 1962, 1963, 1964, 1966 — «Combat!» (4 епізоди)
- 1963 — наук.-фант. т/c «За межею можливого»: «Прикордоння», 12 серія 1 сезону (The Outer Limits: «The Borderland»)
- 1964 — «За межею можливого»: «Невидимий ворог», 7 серія 2 сезону (The Outer Limits: «The Invisible Enemy»)
- 1965 — мильна опера «Молоде подружжя» («The Young Marrieds»)
- 1970—1977 — ситком «Шоу Мері Тайлер Мур» («The Mary Tyler Moore Show»)
- 1973—1974 — мюзік-холл — комедія «Шоу Діна Мартіна» («The Dean Martin Show») (4 епізоди)
- 1978 — ситком «Шоу Теда Найта» («The Ted Knight Show»)
- 1980—1983 — ситком «Човен кохання» («The Love Boat») (6 епізодів)
- 1980—1986 — ситком «Занадто зручно» («Too Close for Comfort»)

### Мультсеріали
- 1972 — «Нові пригоди Скубі-Ду» («The New Scooby-Doo Movies») (озвучення) (4 епізоди)
- 1973 — «Супер друзі» («Super Friends») (озвучення) (11 епізодів)